# Hermann Fabini
Hermann Armeniu Fabini (n. 8 octombrie 1938, Brașov, România) este un arhitect, istoric de artă și politician român de etnie germană (sas transilvănean).
La data nașterii sale, părinții săi, Julius și Jeannette Fabini (născută Ernst) locuiau la Bușteni. În 1944 familia s-a mutat la Sighișoara, pentru a reveni la Bușteni în 1948.
Între 1952 și 1955, Hermann Fabini a urmat Liceul mixt german din Brașov și Liceul cu secție germană din Mediaș, pe care l-a absolvit în 1955.
Între 1955 și 1962 Hermann Fabini a urmat cursurile Institutului de Arhitectură "Ion Mincu", din București. Lucrarea sa de diplomă a avut ca subiect "Sistematizarea orașului Mediaș". A fost repartizat la Primăria orașului Mediaș, ca arhitect stagiar și a avansat până la funcția de arhitect șef al municipiului Mediaș.
Hermann Fabini este arhitect expert în restaurare, arhitectură - studii, investigații, cercetări și evidența monumentelor istorice - verificare proiecte - șef proiect complex - șef proiect - executare lucrări - dirigentare lucrări - inspecția și urmărirea comportării în timp a monumentelor istorice.
Biserica-cetate din Biertan, cu hramul Sfânta Maria, a fost restaurată prin donații făcute de originari din Biertan răspândiți în Europa, Statele unite ale Americii și Australia. Șeful proiectului de restaurare, arhitectul Hermann Fabini, a fost distins în 1991 cu medalia "Europa Nostra".
Hermann Fabini a fost senator român în legislatura 2000-2004, ales în județul Sibiu pe listele partidului PNL. Hermann Fabini a demisionat din Senat pe data de 24 iunie 2004 și a fost înlocuit de senatorul Tiberiu Simion Buza. În cadrul activității sale parlamentare, Hermann Fabini a fost membru în grupurile parlamentare de prietenie cu Republica Lituania și Republica Federală Germania.  Hermann Fabini a fost membru în comisia pentru administrație publică, organizarea teritoriului și protecția mediului. Hermann Fabini a inițiat 13 propuneri legislative din care 4 au fost promulgate legi.  
Este fratele artistului plastic Wilhelm Fabini și al graficianului Helmut Fabini.

## Publicații
- Kirchenburgen in Siebenbürgen [în trad. "Biserici fortificate din Transilvania"], Leipzig 1985, Wien 1986, Leipzig 1991;
- Hermannstadt. Portät einer Stadt in Siebenbürgen, Hermannstadt 2000;
- Sibiu. Portretul unui oraș din Transilvania, Sibiu 2001;
- Atlas der siebenbürgisch-sächsischen Kirchenburgen und Dorfkirchen, Monumenta und AKSL, Hermannstadt-Heidelberg, vol. I 1998, vol. al II-lea 1999, vol al III-lea 2002.
- Hermannstadt - Kleine Geschichte einer Stadt in Siebenbürgen, Böhlau, Köln / Wien / Weimar 2006
- Die Kirchenburgen der Siebenbürgen Sachsen, Ed. Monumenta, Sibiu, 2009[6]

## Distincții
- Ordinul național „Pentru Merit” în grad de Cavaler (1 decembrie 2000) „pentru realizări artistice remarcabile și pentru promovarea culturii, de Ziua Națională a României”[7]